# استفتاء انفصال كردستان العراق 2017
كان الاستفتاء على استقلال كردستان العراق قد عقد في يوم 25 سبتمبر/أيلول 2017، مع إظهار النتائج التمهيدية إدلاء الغالبية العظمى من الأصوات بنسبة 92%، لصالح الاستقلال ونسبة مشاركة بلغت 72%. وصرحت حكومة إقليم كردستان بأن الاستفتاء سيكون ملزم، لأنه سيؤدي إلى بدء بناء الدولة وبداية للمفاوضات مع العراق بدلا من إعلان الاستقلال الفوري. ولقد رفضت حكومة العراق الاتحادية شرعية الاستفتاء.
كان من المقرر أن يُعقد هذا الاستفتاء في عام 2014 في خضم الجدل والنزاع بين حكومة إقليم كردستان والحكومة الاتحادية للعراق، واكتسبت النداءات الطويلة الأجل للاستقلال الكردي زخما في أعقاب هجوم شمالي العراق الذي شنه تنظيم الدولة الإسلامية في العراق والشام (داعش) والذي تخلت فيه القوات الخاضعة لسيطرة بغداد عن بعض المناطق، ثم استولت عليها قوات البيشمركة الكردية والتي يسيطر عليها الكرد بحكم الواقع.
ولقد أعلن عن موعد الاستفتاء وتأخر ذلك في عدة مناسبات مع مشاركة القوات الكردية في العمل مع الحكومة المركزية العراقية من أجل تحرير الموصل، ولكن بحلول شهر نيسان/أبريل 2017، كان ينظر إليه على أنه سيحدث في وقت ما في عام 2017. وفي يوم 7 حزيران/يونيو 2017، عقد الرئيس مسعود بارزاني اجتماعاً مع الحزب الديمقراطي الكردستاني، والاتحاد الوطني الكردستاني، والاتحاد الإسلامي الكردستاني، والحركة الإسلامية الكردستانية، والحزب الشيوعي الكردستاني، وحزب كادحي كردستان، وحزب العاملين والكادحين في كردستان، وحزب الإصلاح التقدمي في كردستان، وقائمة أربيل التركمانية، والجبهة التركمانية العراقية، وحزب التنمية التركماني، وقائمة الأرمن في برلمان كردستان، والحركة الديمقراطية الآشورية، والمجلس الشعبي الكلداني السرياني الآشوري، حيث أكد خلاله عن موعد عقد استفتاء الاستقلال في يوم 25 أيلول/سبتمبر 2017.

## خلفية
بدأت القضية بعد إيقاف الحكومة المركزية في بغداد تمويل الإقليم في شهر يناير من عام 2017، عندما قامت حكومة إقليم كردستان بمحاولة تصدير لنفط خلال خط الأنابيب الشمالي عبر تركيا في شهر مايو، لكن الحكومة العراقية ضغطت على الحكومات الدولية لمنع تصدير وبيع هذا النفط.
ولكن بعد قيام عناصر مرتبطة بتنظيم الدولة الإسلامية (داعش) بالاستيلاء على الكثير من المناطق الغربية والشمالية من العراق في شهر آب/أغسطس سنة 2014 ، تركت القوات المسلحة العراقية تلك المناطق التي كانت موجودة بها اصلاً وتخلت عن مراكزها. وتدخلت بعدها قوات بيشمركة الكردية بالسيطرة على مدينة كركوك، وبعض المناطق الشمالية التي حولها والتي أرادت حكومة إقليم كردستان العراق ضمها للإقليم والتي كانت خارج حدود إقليمهم رسمياً. وقد وجه الكثيرون اللوم الأكبر إلى حكومة نوري المالكي نتيجة فشل القوات الأمنية، وأيضا عدم رضا السنةالعرب عن الحكومة المركزية في بغداد، حتى أتت النداءات الداخلية والخارجية لإيجاد رئيس وزراء جديد. في اليوم الأول من شهر تموز/يوليو، أعلن رئيس إقليم كردستان العراق مسعود برزاني عن نيته إقامة استفتاء لاستقلال الإقليم في وقت ما لسنة 2014.
في شهر أيلول/سبتمبر سنة 2014، بعد عزل نوري المالكي وجعل حيدر العبادي رئيساً لوزراء العراق بدلا عنه وافق القادة الكرد على تأجيل الاستفتاء إلى وقت آخر ليركزوا على قتال تنظيم الدولة الإسلامية (داعش).
في اليوم الثالث من شهر شباط/فبراير سنة 2016، أعلنت شبكة الإعلام الكردية (روداو) بأن رئيس إقليم كردستان العراق مسعود برزاني أخبر مشرعي حكومة كردستان العراق إقليم كردستان العراق بأن استفتاء الاستقلال سينظم قبل انتخابات الرئاسة الأمريكية 2016 في بداية شهر تشرين الثاني. في اليوم الـ 23 لشهر آذار، أعلن بارازاني، خلال مقابلة، بأن الاستفتاء سيعقد قبل شهر تشرين الأول/ أكتوبر لسنة 2016. في وقت ما بعد ذلك، أكد رئيس وزراء إقليم كردستان نيجيرفان بارازاني بأن الاستفتاء لن يعقد إلا بعد تحرير مدينة الموصل.
في شهر آب لسنة 2016، قال رئيس وزراء العراق حيدر العبادي بأن تقرير المصير هو حق بلا منازع.
تناولت الأخبار خلال شهر ديسمبر/كانون الأول سنة 2016، بأن رئيس وزراء كردستان العراق نيجيرفان بارازاني اقترح استعجال عقد استفتاء الاستقلال من خلال التواصل مع حكومة بغداد بعد انتهاء العمليات العسكرية لعملية تحرير الموصل من تنظيم الدولة الإسلامية (داعش).
في شهر نيسان/أبريل لسنة 2017، خلال تطورات عملية تحرير الموصل، صرح الحزبان الرئيسيان في إقليم كردستان (الحزب الديمقراطي الكردستاني والاتحاد الوطني الكردستاني) عن هدفهما إقامة وعقد استفتاء الاستقلال خلال سنة 2017.
في اليوم الـ 7 من شهر حزيران/ يونيو لسنة 2017، أعلن رئيس كردستان العراق|إقليم كردستان مسعود برزاني المنتهية ولايته القانونية منذ عام 2015 بأن استفتاء الاستقلال سيعقد يوم 25 من شهر سبتمبر سنة 2017. وصرح مساعد برازاني «هيمين هاورامي» بأن الاستفتاء سينظم أيضا في مدينة كركوك، ومخمور، وسنجار وخانقين. وكل المناطق تلك التي ذُكرت هي مناطق متنازع عليها لكن الحكومة المركزية مسيطرة عليها بكل الأحوال. بينما صرح المسؤول الكبير هوشيار زيباري بأن التصويت «بنعم» للاستقلال في الاستفتاء لا يعني أنه إعلان رسمي مباشر للاستقلال، لكنه سيجعل كلام الشعب الكردي قوياً حول تقرير مصيرهم أمام الحكومة المركزية.
بعد اللقاءات الجادّة بين نائب رئيس هيئة الأركان العامة للقوات المسلحة الإيرانية محمد باقري والرئيس التركي رجب طيب أردوغان في أنقرة يوم 16 لشهر آب/ أغسطس، إتفق الطرفان على «قرار قوي مشترك» ضد الأستفتاء.
صرحت حكومة إقليم كردستان بأن الاستفتاء سيخطط وينفذ تحت تصويت الحكومات المحلية في المناطق المتنازع عليها. حينها قامت حكومة سنجار المحلية بالموافقة في يوم 30 لشهر تموز/ يوليو على محاولات حكومة أقليم كردستان ضم سنجار في الاستفتاء. بعدها قامت حكومة خانقين المحلية يوم 16 لشهر آب بمناقشة قضية الاستفتاء وقررت بأن يتم إقامة الاستفتاء في منطقتهم. حكومة بعشيقة المحلية صوتت بعد يوم من تصويت حكومة سنجار، بأنهم سينضمون إلى الاستفتاء.
يوم 29 لشهر آب، قامت حكومة كركوك المحلية بالتصويت على قضية عقد الاستفتاء في كركوك. حيث حضر 24 عضواً من أصل 41 عضواً في المجلس، وصوت 23 عضو لصالح عقد الاستفتاء، بينما رفض عضو واحد. ولم يصوت بقية الأعضاء من العرب والتركمان.
بدأت حملة الاستفتاء الانتخابية رسمياً يوم 5 من شهر أيلول/ سبتمبر. وقد صرحت اللجنة العليا للانتخابات في الإقليم بأن الحملة ستستمر 18 يوماً، حيث سيتمكن العراقيون الكرد من البدء بالتصويت يوم 23 لشهر أيلول/سبتمبر، قبل يومين من التصويت الرئيسي.

## التصويت
أتيح للمشاركين التصويت باللغات العربية والسريانية والتركمانية، أما ورقة الإدلاء بالصوت فقد احتوت على السؤال التالي: "هل تريد أن يصبح إقليم كردستان والمناطق الكردستانية خارج الإقليم دولة مستقلة؟" (حيث أصبحت تلك العبارة صورة للتصويت).
| الإنجليزية | Do you want the Kurdistan Region and the Kurdistani areas outside the region's administration to become an independent state?         |
| الكردية    | ئایا دەتەوێ هەرێمی كوردستان و ناوچە کوردستانییەکانی دەرەوەی هەرێم ببێتە دەوڵەتێکی سەربەخۆ؟                                            |
| العربية    | هل تريد أن يصبح إقليم كردستان و المناطق الكردستانية خارج الإقليم دولة مستقلة؟                                                         |
| التركية    | Kürdistan Bölgesel Yönetimi ve tartışmalı bölgeleri de içerisinde alan bir bağımsız Kürdistan devletinin kurulmasını istiyor musunuz? |
| السريانية  | ܐܵܪܵܐ ܒܥܹܐ ܐܵܢܬ ܕܐܸܩܠܹܝܡܵܐ ܕܟܘܼܪܕܸܣܬܵܢ ܘܦܸܢ̈ܝܵܬ݂ܵܐ ܟܘܼܪ̈ܕܸܣܬܵܢܵܝܹܐ ܠܒܼܲܕܲܪ ܡܕܲܒܪܵܢܘܼܬ݂ܵܐ ܕܐܸܩܠܹܝܡܵܐ ܕܦܲܝܫܝܼ ܐܲܬ݂ܪܵܐ ܫܲܠܝܼܛ ܒܝܵܬܼܵܐ؟                                             |

## موقف الأحزاب السياسية
| الأحزاب السياسية الممثلة في برلمان إقليم كردستان العراق | الأحزاب السياسية الممثلة في برلمان إقليم كردستان العراق | الأحزاب السياسية الممثلة في برلمان إقليم كردستان العراق | الأحزاب السياسية الممثلة في برلمان إقليم كردستان العراق                  | الأحزاب السياسية الممثلة في برلمان إقليم كردستان العراق | الأحزاب السياسية الممثلة في برلمان إقليم كردستان العراق | الأحزاب السياسية الممثلة في برلمان إقليم كردستان العراق | الأحزاب السياسية الممثلة في برلمان إقليم كردستان العراق |
| الخيار                                                  | الحزب                                                   | الحزب                                                   | الحزب                                                                    | المقاعد البرلمانية                                      | الزعيم                                                  | المكانة السياسية                                        | مرجع.                                                   |
| ------------------------------------------------------- | ------------------------------------------------------- | ------------------------------------------------------- | ------------------------------------------------------------------------ | ------------------------------------------------------- | ------------------------------------------------------- | ------------------------------------------------------- | ------------------------------------------------------- |
| موافق                                                   |                                                         | KDP                                                     | الحزب الديمقراطي الكردستاني                                              | 38                                                      | مسعود برزاني                                            | خيمة كبيرة                                              | [ 29 ]                                                  |
| موافق                                                   |                                                         | PUK                                                     | الاتحاد الوطني الكردستاني                                                | 18                                                      | جلال طالباني                                            | يساري وسطي                                              | [ 30 ]                                                  |
| موافق                                                   |                                                         | KIU                                                     | الاتحاد الإسلامي الكردستاني                                              | 10                                                      | صلاح الدين محمد بهاء الدين                              | يميني                                                   | [ 31 ]                                                  |
| موافق                                                   |                                                         | KSDP                                                    | الحزب الاشتراكي الديمقراطي الكردستاني                                    | 1                                                       | محمد حجي محمود                                          | يساري وسطي                                              | [ 32 ]                                                  |
| موافق                                                   |                                                         | KCP                                                     | الحزب الشيوعي الكردستاني - العراق                                        | 1                                                       | كمال شاكر                                               | يساري متطرف                                             | [ 33 ]                                                  |
| موافق                                                   |                                                         | KTP                                                     | حزب الكادحين الكردستاني                                                  | 1                                                       | بالن محمود                                              | يساري                                                   | [ 34 ]                                                  |
| موافق                                                   |                                                         | KIM                                                     | الحركة الإسلامية في كردستان العراق                                       | 1                                                       | عرفان علي عبد العزيز                                    | يميني                                                   | [ 34 ]                                                  |
| موافق                                                   |                                                         | TDL                                                     | اللائحة التقدمية التركمانية                                              | 2                                                       | محمد صلاح الدين                                         | حق لأقلية                                               | [ 35 ]                                                  |
| موافق                                                   |                                                         | CSAPC                                                   | المجلس الشعبي الكلداني السرياني الآشوري                                  | 2                                                       | سركيس أغاجان مامندو                                     | حق لأقلية                                               | [ 36 ]                                                  |
| موافق                                                   |                                                         | ETL                                                     | اللائحة التركمانية في أربيل                                              | 1                                                       |                                                         | حق لأقلية                                               | [ 34 ]                                                  |
| موافق                                                   |                                                         | KIG                                                     | الجماعة الإسلامية في كردستان - العراق                                    | 6                                                       | علي بابير                                               | خيمة كبيرة                                              | [ 37 ]                                                  |
| موافق                                                   |                                                         | Gorran                                                  | حركة التغيير الكردية                                                     | 24                                                      | عمر سعيد علي                                            | يساري وسطي                                              | [ 38 ]                                                  |
| معارض                                                   |                                                         | ITF                                                     | الجبهة التركمانية العراقية (ستدعم الانفصال بحال تمت الموافقة على شروطها) | 1                                                       | أرشد الصالحي                                            | حق لأقلية                                               | [ 40 ]                                                  |
| معارض                                                   |                                                         | ADM                                                     | الحركة الديمقراطية الآشورية (ضد إجراء الاستفتاء في منطقة سهول نينوى)     | 2                                                       | يونادم كنا                                              | حق لأقلية                                               | [ 42 ]                                                  |

## ردود الفعل الدولية قبل عقد الاستفتاء
بعد وضوح نوايا الأقليم بشأن إقامة الاستفتاء في يوم 25 من شهر أيلول، نشأت حيال ذلك الكثير من ردود الفعل الدولية، من أهمها:
- العراق: رد رئيس الوزراء العراقي حيدر العبادي، حيث قال بإن بلاده مستعدة للتدخل عسكريا إذا أسفر الاستفتاء على استقلال إقليم كردستان العراق عن حدوث أعمال عنف. وأوضح العبادي في مقابلة مع وكالة أسوشيتد برس السبت 16 أيلول، أنه في حال تعرض العراقيين «إلى تهديد عبر استخدام القوة خارج إطار القانون فسنتدخل عسكريا».[43]
- بلجيكا: قال جان جامبون نائب رئيس الوزراء البلجيكي في مقابلة مع إن آر تي بعد لقاءه لنائب رئيس الوزراء حكومة إقليم كردستان قباد طالباني، أن لجميع الدول الحق بتقرير المصير.[44] كما قال السفير البلجيكي في العراق هندريك فان دي فيلدي أنه ليس لبلاده موقف رسمي بخصوص هذه القضية.[45]
- الولايات المتحدة: أعربت يوم الجمعة 15 أيلول/سبتمبر عن عدم تأييدها لقرار حكومة إقليم كردستان العراق إجراء الاستفتاء، وفق بيان صادر عن البيت الأبيض. ولفت البيان إلى أن واشنطن أكدت مرات عدة لزعماء إقليم كردستان أن الاستفتاء يشتت الانتباه عن الجهود المبذولة لهزيمة داعش، واستقرار المناطق المحررة. ودعت حكومة إقليم كردستان إلى إلغاء الاستفتاء، والبدء في حوار جدي ومتواصل مع بغداد.[46]
- السويد: عبّر الحزب الديمقراطي الاشتراكي وحزب الخضر وهما حزبان حكوميان عن دعمهما لعقد الاستفتاء. وبالمثل أعلن حزب ديمقراطيو السويد وحزب اليسار وهما حزبان معارضان، عن تأيديهما لإجراء الاستفتاء.[47]
- إيران: اعتبرت الحكومة الإيرانية أن الاستفتاء أحادي الطرف وهو لا يتوافق مع الدستور العراقي وأن «موقف الجمهورية الإسلامية الإيرانية الواضح والمبدئي هو في دعم وحدة مناطق العراق وتماسكه».[48] قال المرشد الإعلى الإيراني علي خامنئي «تعارض إيران عقد محادثات على الاستفتاء لتقسيم العراق وتعتبر كل من يؤيد الفكرة بأنه من المعارضين لاستقلال العراق.»[49]
- إسبانيا: اعتبرت وزارة الخارجية الإسبانية الاستفتاء غير قانوني ولا يتوافق مع دستور العراق لعام 2005. ودعت الجميع إلى التركيز حالياً على هزيمة تنظيم داعش، معتبرةً «أن ذلك يصب في مصلحة كافة العراقيين».[50]
- السعودية: صرحت وزارة الخارجية عبر وكالة الأنباء السعودية أن: «السعودية تتطلع لحكمة بارزاني بعدم إجراء استفتاء.»[51]
- روسيا: قال الرئيس الروسي فلاديمير بوتين أن روسيا تتفهم الحساسية المرتبطة بالمسألة الكردية وأن بلاده ترى أن يجري الاستفتاء ضمن أطر القانون الدولي.[52]
- تركيا: قال رئيس الوزراء التركي بن علي يلدرم السبت 16 أيلول، إن استفتاء تقرير المصير في إقليم كردستان العراق يمثل «قضية أمن قومي»، وإن بلاده «ستتخذ أي خطوات ضرورية بشأنه».[43] وفي يوم 19 أيلول دعا حزب الشعب الجمهوري التركي عبر نائب رئيسه أوزتورك يلماز، ودعا الحكومة التركية إلى التعامل بصلابة مع رغبة حكومة كردستان الانفصال عن العراق، وقال بضرورة إمهال مسعود بارزاني 24 ساعة للتخلي عن الاستفتاء، فيما اصطفت بعض أرتال الدبابات التركية على الحدود مع العراق تحسبًا لأي طارئ. وقال يلماز أيضًا أن استفتاء انفصال كردستان عن العراق، سيزعزع المنطقة بشكل خطير، وقد يؤدي إلى نشوب حرب أهلية، وأنه يتعارض مع القوانين الدولية، والدستور العراقي، وحتى مع قوانين الإقليم الكردي نفسه. واعتبر أن الوضع بات مسألة صراع لأجل البقاء، وأنه يتعين حماية مصالح تركيا وأمنها القومي.[53]
- إسرائيل: قال رئيس الوزراء الإسرائيلي بنيامين نتنياهو إن «إسرائيل تدعم الجهود المشروعة التي يبذلها الشعب الكردي من أجل الحصول على دولة خاصة به».[54]
- الإمارات: صدرت تصريحات ومواقف عن مسؤولين إماراتيين تدعم انفصال كردستان عن العراق من بينها رئيسة مركز الإمارات للسياسات، ابتسام الكتبي، التي وقعت مذكرة تفاهم مع الإقليم مطلع سنة 2017 للمساعدة في تنظيم عملية الاستفتاء. وكانت الكتبي قد أكدت أنه إذا أعلن عن استقلال كردستان بشكل كامل عن بغداد، فإن أبوظبي ستعترف بهذا الاستقلال.[55]
- المملكة المتحدة: قال القنصل البريطاني لمنطقة كردستان فرانك بيكر أن المملكة المتحدة تعترف «بالحق الذي لا يجوز سلبه لجميع الأشخاص حول العالم بأن يكونوا أحراراً ليقرروا حكوماتهم»، ولكن رأى أن الوقت ليس ملائماً لعقد الاستفتاء. كما قال أن الاستفتاء يجب أن يُعقد بعد تراضي الحكومة العراقية.[56] وقال وزير الخارجية بوريس جونسون «إجراء استفتاء في هذا الوقت يشتت التركيز على الأولويات الأكثر إلحاحاً بعد هزيمة داعش، وتحقيق الاستقرار في المناطق المحررة، ومعالجة المسائل السياسية طويلة الأمد التي أدت إلى بروز داعش.»[57]
- الأردن: صرح وزير الخارجية الأردني أيمن الصفدي أن استفتاء كردستان هو شأن عراقي داخلي.[58]
- الأمم المتحدة: اعترض أعضاء مجلس الأمن الدولي على أي محاولة استقلال لكردستان عن العراق معتبرين أن هذه الخطوة من شأنها أن تزعزع الاستقرار في الدولة العراقية، لا سيما وأن حكومة إقليم كردستان أقدمت على هذه الخطوة بشكل منفرد دون الرجوع للحكومة المركزية في بغداد. وأصدر المجلس بيانًا قال فيه أن الاستفتاء «مقرر في وقت لا تزال فيه العمليات الحربية مستمرة ضد تنظيم داعش، والتي تؤدي القوات الكردية فيها دورًا رئيسيًا»، وأن إجراءه يهدد بـ«إعاقة الجهود الرامية لضمان عودة طوعية وآمنة لأكثر من ثلاثة ملايين نازح ولاجئ»، وأن أعضاء المجلس متمسكون بسيادة العراق ووحدته وسلامة أراضيه، وأن أي مشكلة بين الحكومة الاتحادية وحكومة إقليم كردستان يجب حلها في إطار الدستور العراقي عبر حوار منظّم وحلول توافقية يدعمها المجتمع الدولي.[59]
- بلغاريا : أعلن رئيس الوزراء البلغاري بويكو بوريسوف أن بلغاريا استمعت إلى الرئيس بارزاني عندما زار البلاد في مايو 2017، ولكن لم يكن لديه موقف رسمي بشأن هذه المسألة.[60]
- كندا: قال رئيس الوزراء جوستين ترودو  انه يشعر بالحساسية بسبب انخراط الدول في القرارات الداخلية لبلد أخر، وأنها ستحترم العملية التي أقامتها الأكراد.[61]
- جمهورية الصين الشعبية : أعرب المتحدث باسم وزارة الخارجية لو كانغ عن دعمه لسلامة أراضي العراق، لكنه طلب إجراء حوار مفتوح في مؤتمر صحفي يومي.[62]
- فرنسا : قال الرئيس إيمانويل ماكرون: «إذا تم إجراء هذا الاستفتاء، آمل أن يؤدي إلى التمثيل الصحيح للأكراد في الحكومة وفي إطار الدستور العراقي».[63]
- ألمانيا: حذرت ألمانيا من أن أربيل تتخذ قرارا أحادي الجانب في استفتاء «أحادي الجانب» [64]
- اليونان: صرح وزير الخارجية اليوناني نيكوس كوتزياس بأن وحدة العراق يجب أن تكون مرغوبة من قبل الشعب نفسه وأن الاستفتاء الكردي حق بموجب الدستور العراقي.[65]
- إيطاليا: قال ممثل إقليم كردستان في إيطاليا «رزان قادر» إن المسؤولين الإيطاليين أعربوا عن تأييدهم للاستفتاء الكردي في الاجتماع.[66]
- هولندا : صرح القنصل الهولندي العام في إقليم كردستان «جانيت ألبيردا» بأن الاستفتاء سيكون أكثر قبولا إذا تم تنسيقه مع بغداد.[67]
- بولندا: ذكر نائب المارشال من جمهورية بولندا [الإنجليزية] أن بولندا ستوافق على الاستفتاء.[68] وذكر وزير الخارجية فيتولد وازكزيكوفسكي أنه «يفهم تماما طموحات الأكراد»، لكنه حث المسؤولين الأكراد على التعاون مع الآخرين.[69]

### تحليلات
أشارت مجلة التايمز أن السعودية دعمت انفصال الإقليم سرًا. أما سبب دعم إسرائيل والسعودية لهذا الأمر فهو - وفق بعض المحللين - لإيجاد وكيلٍ لهما يشارك إيران حدودها الجبلية الممتدة.

## اشتباكات كركوك
بعد إقرار المجلس الإقليمي لكركوك الذي يقوده الأكراد إدراج المدينة ضمن استفتاء استقلال كردستان، تصاعدت حدة التوتر بين أهلها الأكراد والتركمان والعرب، إذ أن المدينة تقع خارج الحدود الرسمية لمنطقة كردستان، وتنازعت عليها الحكومة الكردستانية والحكومة المركزية في بغداد، بعد أن سيطرت قوات البشمركة الكردية عليها وعلى مناطق أخرى متنازع عليها منذ سنة 2014، خلال مواجهات مع تنظيم داعش. وفي ليلة الإثنين 18 أيلول 2017 وقع اشتباكٌ دامٍ بين حراس مكتب حزب سياسي تركماني وبين أكراد مروا في سيارات أمام مكتب الحزب التركماني، احتفالًا بالاستفتاء، وهم يحملون الأعلام الكردية، وفق ما أشارت إليه المصادر. فقُتل أحد الأكراد وأصيب اثنين بجروح وكذلك أحد الحرس التركمان، وعلى أثر ذلك انتشرت قوات الشرطة في المدينة للحيلولة دون تطور الاشتباك إلى صراع عرقي.
في 27 أيلول 2017 فوض مجلس النواب العراقي رئيس الوزراء حيدر العبادي لنشر قوات في كركوك، في سبيل السيطرة على حقول النفط فيها، وبنفس اليوم أعلن دولت بهجلي رئيس حزب الحركة القومية في تركيا في بيان على الموقع الإلكتروني للحزب، أن هناك الآلاف من المتطوعين الأتراك مستعدون للقتال في كركوك ومدن عراقية أخرى دفاعًا عن التركمان العراقيين. وأن التركمان «لن يُتركوا قط لعملية تطهير عرقي مؤلمة وفقد للدولة. قرارنا محسوم وموقفنا واضح وكلمتنا هي التزامنا»، مع العلم أنَّ حزب الحركة القومية التركي لم يكن مشاركًا آنذاك في الحكومة التركية، على أن البيان عكس آراء قطاع من المجتمع التركي يعارض بشدة فكرة إقامة دولة كردية مستقلة ويدعم تركمان العراق.
وفي يوم الجُمُعة 13 تشرين الأول 2017، نشرت البشمركة وحدات مدججة بالسلاح داخل مدينة كركوك وحولها، استعدادًا لأي هجوم محتمل من قبل قوات الحشد الشعبي التي تقاتل إلى جانب القوات النظامية العراقية. ونقلت وكالة فرانس برس تغريده على تويتر لهيمن هورامي كبير مساعدي رئيس إقليم كردستان قال فيها إن «قوات البشمركة مستعدة بشكل كبير للرد على أي هجوم محتمل من قبل قوات الحشد الشعبي»، فيما نقلت مصادر عن مسؤول كردي: نشر عشرات الآلاف من قوات البشمركة في كركوك «لمواجهة تهديدات الجيش العراقي». وكانت تلك التصريحات قد صدرت بعد أن أشارت مصادر عسكرية إلى أن القوات العراقية سوف تبدأ عملية عسكرية جنوب كركوك، على أن مصدر آخر كان قد أشار لسكاي نيوز عربية أن القوات العراقية منشغلة الآن بالتحضير لمعركة القائم، وأن التصريحات التي تتعلق بهجوم على كركوك تندرج ضمن هواجس الخوف التي أثارها الاقتراب من مدينة كركوك بعد استعادة السيطرة على الحويجة. وفي يوم 16 أكتوبر عام 2017 اعلنت الحكومة العراقية انها تمكنت من فرض سيطرتها على مواقع من محافظة كركوك بعد انسحاب البيشمركة منها.

## يوم التصويت
بدأ التصويت على استفتاء انفصال إقليم كردستان يوم 25 من شهر أيلول/سبتمبر في تمام الساعة الثامنة صباحاً بتوقيت بغداد المركزي في كل من المحافظات أربيل والسليمانية ودهوك، حيث بدأ إقبال الأفراد على صناديق الاقتراع منذ الصباح، وأعلنت المفوضية أن نسبة الإقبال على التصويت كانت 72%
شارك أكثر من 5 ملايين مقترع في الاستفتاء الذي يجري في محافظات الإقليم الثلاث، كما في مناطق متنازع عليها بين حكومة الإقليم وحكومة العراق المركزية بينها خانقين في محافظة ديالى شمال شرقي بغداد. وقد أدلى رئيس الإقليم، مسعود بارزاني، بصوته في الاستفتاء.
وسجلت أقل نسبة مشاركة في محافظتي السليمانية وحلبجة بـ55%، وأعلى نسب المشاركة جاءت من محافظة دهوك حيث بلغت 90%، وفاقت نسبة المشاركة في المناطق المتنازع عليها 80%، بحسب إحصائيات تسربت إلى الإعلام الكردي.
أعلنت الحكومة المحلية لكركوك بعد فتح صناديق الاقتراع عن فرض حظر للتجول ليلاً بالمدينة بعد الاستفتاء.
قالت المفوضية العليا للاستفتاء على استقلال كردستان العراق، الاثنين، عن إغلاق مراكز الاقتراع لأبوابها في السابعة مساءاً (16:00 بتوقيت غرينتش) وبدأ بعدها مباشرة عملية فرز أصوات المقترعين.

### ردود الفعل يوم التصويت
- إيران: أعلن المجلس الأعلى للأمن القومي الإيراني، الاحد، ايقاف جميع الرحلات الجوية نحو مطاري السليمانية وأربيل ووقف عبور الطائرات القادمة من اقليم كردستان عبر الاجواء الايرانية، مشيرا إلى أن القرار جاء بناء على طلب الحكومة العراقية. وقال المتحدث باسم المجلس كيوان خسروي في تصريح نقلته وكالة "تسنيم" الإيرانية للأنباء، إن "المجلس الاعلى للامن القومي الإيراني عقد، صباح اليوم، اجتماعا لدراسة طلب الحكومة المركزية حول اغلاق الحدود الإيرانية مع الإقليم". وأضاف أنه "نظراً إلى عدم نجاح المساعي السياسية الخيرة لايران واصرار المسؤولين في اقليم كردستان العراق على إجراء الاستفتاء فقد تم اغلاق الحدود الجوية الإيرانية امام الرحلات التي تنطلق من اقليم كردستان العراق وذلك بناء على طلب الحكومة العراقية في بغداد". وأوضح، أنه "بناء على ذلك القرار، قد توقفت جميع الرحلات الإيرانية نحو مطارات اقليم كردستان العراق ايضاً"، مبينا ان "القرار يتضمن "إيقاف جميع الرحلات الجوية نحو مطاري السليمانية وأربيل ووقف عبور الطائرات القادمة من اقليم كردستان العراق عبر الاجواء الإيرانية".[79]

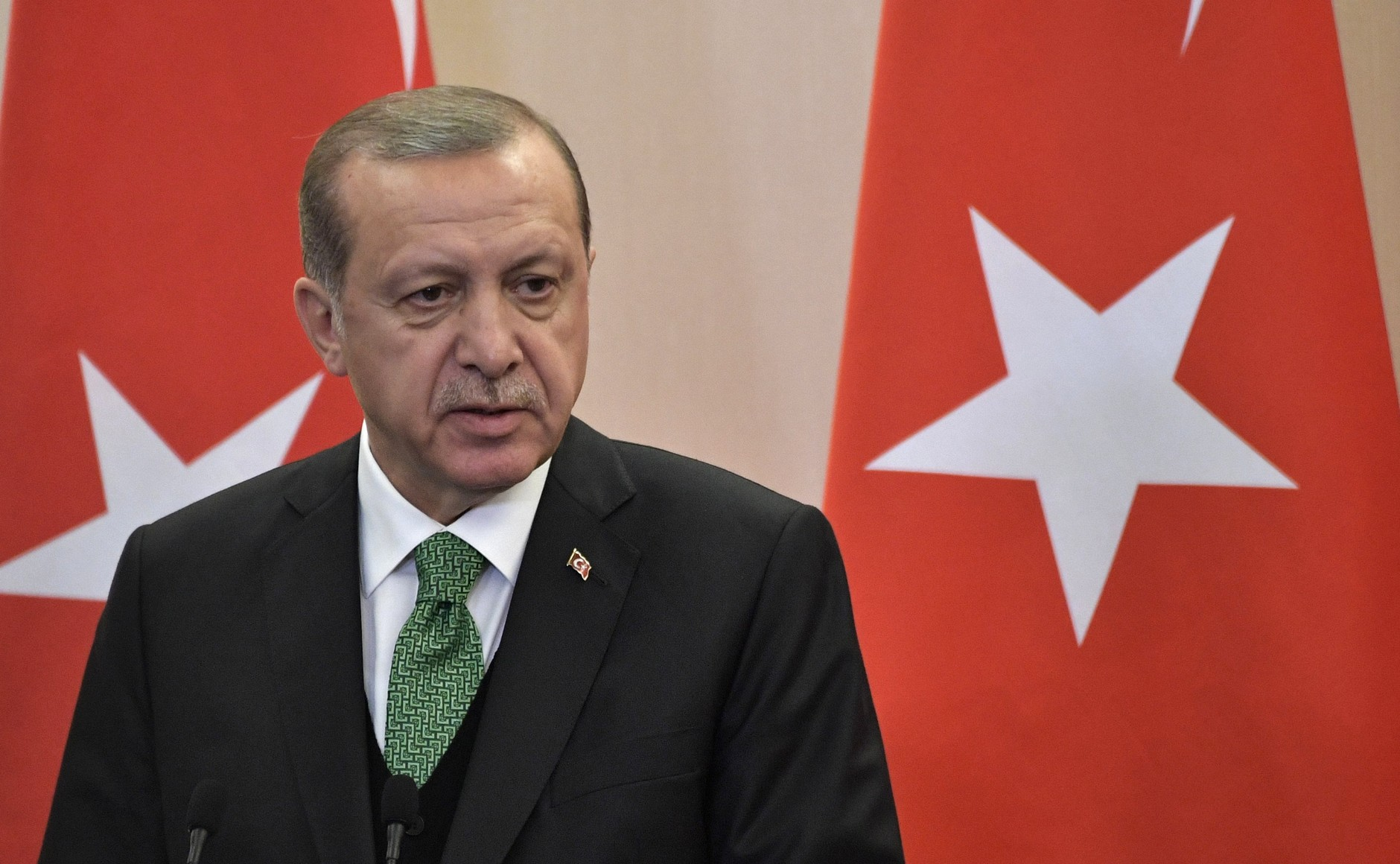
رجب طيب اردوغان رئيس جمهورية تركيا

- تركيا: قال الرئيس التركي رجب طيب أردوغان في مؤتمر صحافي في إسطنبول إن «استفتاء كردستان غير شرعي ونعتبره لاغياً»، وذكر أننا «سنتخذ تدابير أخرى وسنغلق المعابر بشكل كامل مع كردستان». وأضاف: «سنغلق تصدير النفط أمام إقليم كردستان، وسنمنع تصدير النفط من الإقليم». كما أكد أن تركيا ستتدخل إزاء أي تهديد يأتيها من العراق أو سوريا، مشدداً بقولهِ: «لن نقبل بقيام دول إرهابية في سوريا وسندخل فجأة ذات ليلة لمنعها». وقال أيضاً: إن تركيا يمكنها أن تقطع خط أنابيب النفط الذي ينقل النفط الخام من شمال العراق للعالم، بما يمثل ضغطاً إضافياً على المنطقة شبه المستقلة بسبب الاستفتاء، وقال «بعد هذا.. دعونا نرى عبر أي قنوات يمكن للحكومة الإقليمية في شمال العراق أن ترسل نفطها وأين ستبيعه». وقال «لدينا (خط الأنابيب) وفور إغلاقه فقد انتهى الأمر».

من جهته، قال رئيس الوزراء التركي بن علي يلدرم: إن بلاده لن تعترف بنتيجة استفتاء كردستان شمال العراق. كما أشار إلى أن البوابات الحدودية والمطارات وخطوط أنابيب النفط ستسيطر عليها الحكومة المركزية في العراق. وأصدرت وزارة الخارجية التركية بياناً أوضحت فيه أنها لا تعترف باستفتاء إقليم كردستان العراق، وتعتبره باطلاً. كما أوصت الخارجية التركية مواطنيها بمغادرة كردستان العراق في أقرب وقت ممكن. وفي يوم الإثنين 25 أيلول 2017 حذر وزير الخارجية التركي، مولود تشاووش أوغلو، من أن أنقرة ستتدخل عسكرياً إذا تم استهداف التركمان في العراق، في أحدث تحذير جراء الاستفتاء على الاستقلال الذي يجريه شمال العراق. يذكر أن أنقرة تعتبر نفسها حامياً للأقلية التركمانية في العراق.

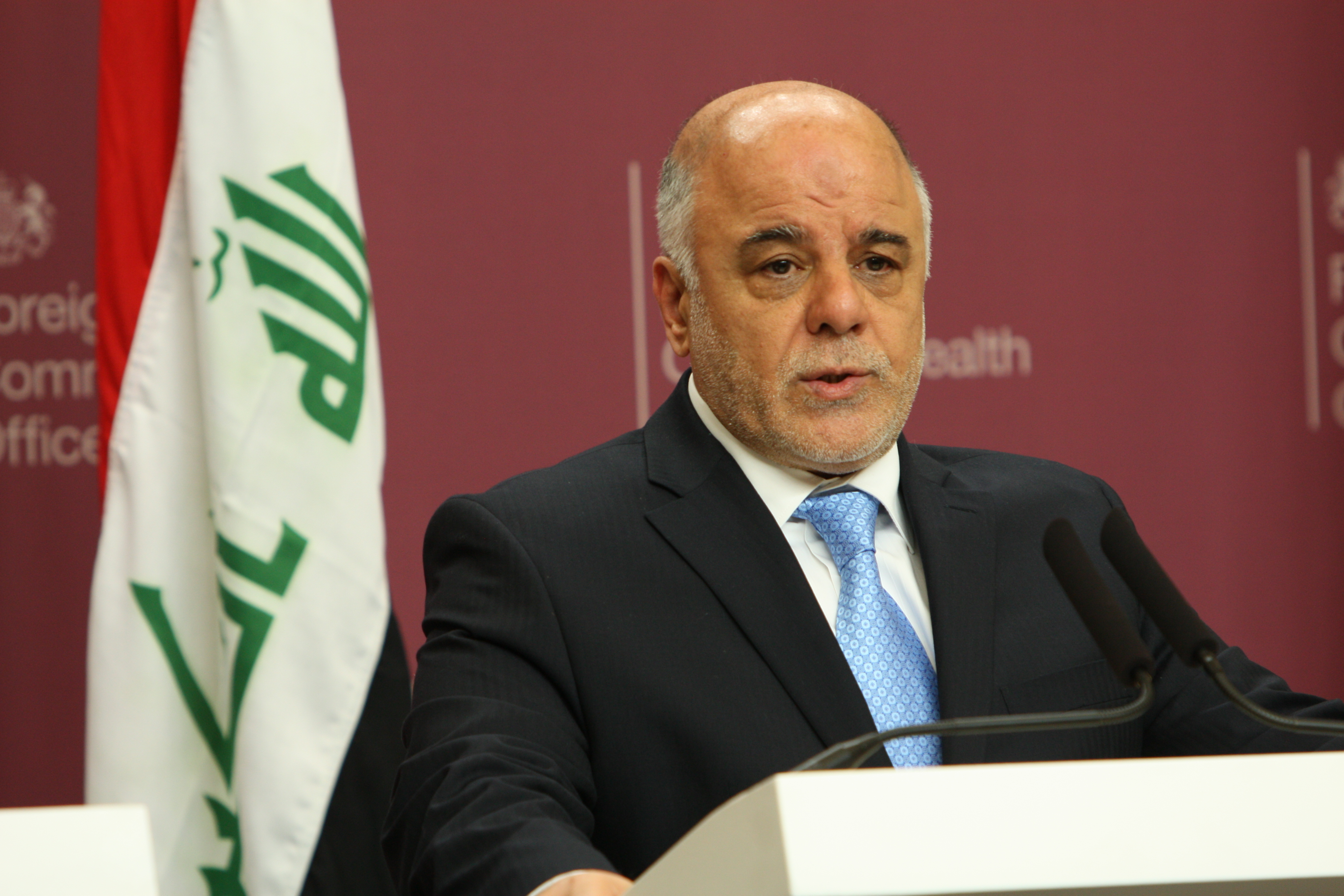
رئيس الوزراء العراقي حيدر العبادي

- العراق: قالت وزارة الدفاع العراقية يوم الإثنين 25 أيلول 2017 إن الجيش العراقي بدأ مناورات واسعة مع الجيش التركي على الحدود، وذلك بالتزامن مع إجراء إقليم كردستان العراق لاستفتاء للانفصال. وقالت الوزارة، في بيان مقتضب اطلعت عليه الأناضول، إن رئيس أركان الجيش العراقي الفريق أول الركن عثمان الغانمي «يعلن بدء مناورات عسكرية واسعة عراقية تركية على الحدود المشتركة بين البلدين». ولم تكشف الوزارة عن مزيد من التفاصيل.[81]

بعد التصويت بيوم، أي في يوم 26 أيلول/سبتمبر تعهد رئيس الوزراء العراقي بأن تصعد حكومته إجراءاتها ضد كل من قام بالاستفتاء في إقليم كردستان، وأنها ستحمّله المسؤولية القانونية، ووصف الاستفتاء بغير القانوني وغير الدستوري. يأتي ذلك وسط ترقب لنتائج الاستفتاء الذي جرى أمس، حيث حددت المفوضية العليا المستقلة للانتخابات والاستفتاء في الإقليم 72 ساعة للإعلان الرسمي عن النتائج. كما أعلن العبادي إيقاف الرحلات الجوية من وإلى إقليم كردستان العراق على أن يظل الإيقاف ساريا لحين خضوع مطاري أربيل والسليمانية للسطة الاتحادية، على أن يبدأ تطبيق القرار بدءا من مساء يوم الجمعة القادم. وأعلن العبادي خلال مؤتمر صحفي إخضاع المنافذ الحدودية الجوية والبرية في إقليم كردستان العراق للسلطة الاتحادية.
اعتبر رئيس البرلمان العراقي، سليم الجبوري، في مقابلة الأحد مع قـناة العربية أن «النتيجة المترتبة عن استفتاء إقليم كردستان العراق هي عديمة الأثر قانونيا»، مشدداً على أن «المؤسسات الاتحادية الموجودة في الإقليم ستبقى تحت سلطة الحكومة المركزية». وأوضح الجبوري أن سياسات الحكومات المتعاقبة أوصلت الكثير من المحافظات العراقية إلى واقع مزرٍ، مشيراً إلى «التهميش الذي مارسه أحد المكونات القوية أوصل العراق إلى هذا الواقع». أتى ذلك في وقت قال مصدر حكومي عراقي إن الحكومة الاتحادية ببغداد شرعت في تنفيذ قرارات المجلس الوزاري للأمن الوطني التي اتخذها مساء أمس ردا على إجراء الاستفتاء في إقليم كردستان، وأضاف المصدر نفسه أن بغداد بدأت التنسيق مع الدول المعنية لوقف التعاون مع إقليم كردستان بخصوص المنافذ الحدودية والمطارات وتصدير النفط. وأوضح أن توجيهات رسمية صدرت للجهات القضائية لمتابعة الأموال المودعة في حساب الإقليم وسياسيين أكراد من واردات بيع النفط، وقال إن هناك إجراءات ستُتخذ في المناطق الواقعة تحت سيطرة حكومة الإقليم التي فُرضت فيها سياسة الأمر الواقع.
في السياق، وافق البرلمان العراقي على قرار يدعو حكومة بغداد لاتخاذ ما يلزم من إجراءات لإغلاق المنافذ الحدودية في إقليم كردستان من جميع الجهات، وصوّت البرلمان على قرار يلزم القائد العام للقوات المسلحة، وهو رئيس الوزراء حيدر العبادي، بنشر القوات في كل المناطق التي سيطر عليها إقليم كردستان بعد العام 2003. وفي ردود الفعل الداخلية، وصف زعيم التيار الصدري مقتدى الصدر استفتاء إقليم كردستان بأنه سُنّة سيئة وأنه لَيُّ ذراعٍ ليس للحكومة المركزية فقط، بل للعراق كله. وأضاف الصدر أن أولى مساوئ الاستفتاء هو تأجيج النفَس العِرقي الذي لا يقل خطورة عن تأجيج النفَس الطائفي.

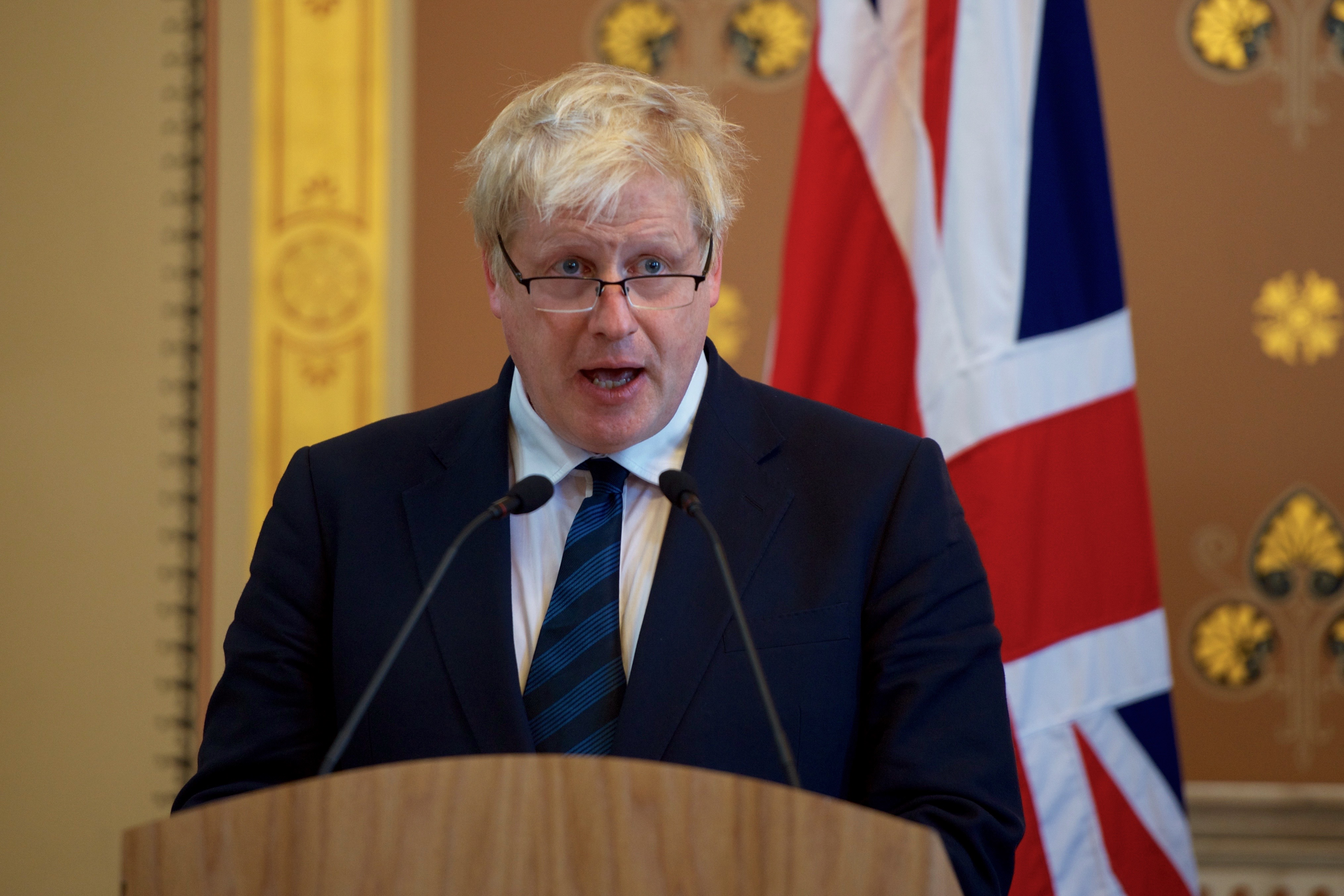
بوريس جونسون رئيس وزارة خارجية بريطانيا

- الولايات المتحدة: أعلنت الولايات المتحدة أنها أصيبت بـ«خيبة أمل عميقة» بسبب الاستفتاء على الاستقلال الذي أجراه إقليم كردستان العراق الاثنين، مؤكدة أن هذا الاستفتاء «سيزيد من انعدام الاستقرار والمصاعب» في الإقليم. وقالت المتحدثة باسم وزارة الخارجية الأميركية هيذر ناورت إن «الولايات المتحدة تشعر بخيبة أمل عميقة بسبب قرار حكومة إقليم كرستان إجراء استفتاء أحادي الجانب على الاستقلال اليوم، بما في ذلك في مناطق خارج إقليم كردستان». وأضافت في بيان أن «العلاقات التاريخية بين الولايات المتحدة وشعب إقليم كردستان العراق لن تتغير على ضوء الاستفتاء غير الملزم الذي جرى اليوم، لكن باعتقادنا فإن هذه الخطوة ستزيد من انعدام الاستقرار والمصاعب بالنسبة إلى إقليم كردستان وسكانه». أيضاً قال البيت الأبيض ردا على سؤال حول استفتاء كردستان، إن الولايات المتحدة الأميركية تتمنى أن ترى دولة العراق موحدة، حتى تتوحد الجهود الرامية إلى القضاء على تنظيم الدولة الإسلامية وبالتالي الضغط أكثر على إيران، وفق ما ذكرت رويترز.[83]
- بريطانيا: دعا وزير الخارجية البريطاني، بوريس جونسون، جميع الأطراف إلى ضبط النفس في إشارة إلى ردود الفعل على إجراء استفتاء استقلال إقليم كردستان، مبدياً استعداد بلاده للوساطة في المفاوضات. وكتب جونسون، على حسابه بموقع تويتر، «أحث الأطراف على الهدوء والتعاون لهزيمة (داعش)»، مضيفاً «مستقبل العراق يعتمد على الحوار، وبريطانيا مستعدة للمساعدة».[84]

### ردود الفعل ما بعد يوم التصويت
- تركيا: أعلن الرئيس التركي رجب طيب أردوغان، أن «هذا الاستفتاء نار ستحرق من أشعلها»، وشدد على أن من أصر على إجرائه في سبيل مصالحه لن يستطيع مواجهة دول المنطقة في المستقبل، وأن «هذا الاستفتاء يستهدف وحدة شعوب المنطقة، وأنه سيتسبب بإشعال صراعات عرقية فيها، إضافة إلى الصراعات التي تعاني منها في الأصل». وقال رئيس الوزراء التركي بن علي يلدرم أن «هذا الاستفتاء يستهدف وحدة شعوب المنطقة، وأنه سيتسبب بإشعال صراعات عرقية فيها، إضافة إلى الصراعات التي تعاني منها في الأصل».[85] وفي 29 سبتمبر، قال رئيس الوزراء التركي علي بن يلدريم أن «إن إجراءات تركيا للرد على استفتاء إقليم كردستان العراق على الاستقلال لن تستهدف إلا من قرروا إجراءه.»[86][87] في 30 سبتمبر توعد الرئيس التركي بدفع ثمن باهظ للقادة الأكراد، وقال إن «بلاده قدمت جميع أنواع الدعم لسلطات إقليم كردستان العراق إلا أنها أصرت على تنظيم الاستفتاء الذي وصفه بالخطوة الباطلة.» [88] وفي 2 أكتوبر، 2017 أعلنت صحيفة تركية أن أنقرة سترسل 12 ألف جندي شمال العراق.[89]
- العراق: تعتبر رئيس الجمهورية العراقي، فؤاد معصوم، أن «الاستفتاء في إقليم كردستان العراق إجراء دستوري لكن الانفصال غير دستوري».[90] وأعلن رئيس الوزراء العراقي حيدر العبادي أن الحكومة ستنسق مع تركيا بشأن المنافذ الحدودية والنفط.[91] وأعلنت المرجعية الدينية العليا في 29 سبتمبر، أن «ما إن تجاوز الشعب العراقي الصابر المحتسب محنة الإرهاب الداعشي أو كاد أن يتجاوزها بفضل تضحيات الرجال الأبطال في القوات المسلحة والقوى المساندة لهم حتى أصبح وللأسف الشديد في مواجهة محنة جديدة تتمثل بمحاولة تقسيم البلد واقتطاع شماله».[92][93][94] وأعلن رئيس الوزراء العراقي السابق نوري المالكي، أن «المواقف الصلبة والواضحة للمرجعية الدينية العليا، والمواقف الحازمة لمجلس النواب والقوى السياسية التي استشعرت الخوف والقلق على مستقبل العراق كان لها الأثر الكبير في إفشال هذا المخطط، كما أن استجابة الحكومة العراقية واتخاذ مواقف واضحة في رفض الاستفتاء ونتائجه، فضلًا عن مواقف الشعب الكردى الرافض للاستفتاء وحرصهم على البقاء ضمن العراق كشركاء مع بقية إخوانهم شكل عامل ضغط على دعاة الاستفتاء»[95]
- الكويت: أكد مصدر مسؤول في وزارة الخارجية الكويتية أن موقف الكويت المبدئي الداعم لعراق موحد باستقلاله وسيادته وأمنه واستقراره.[96]
- إيران: خرج إيرانيون أكراد مسيرات في شوارع مناطقهم تأييداً لاستفتاء إقليم كردستان العراق.[97] وقد حاولت السلطات الإيرانية قمع وترهيب المتظاهريين الأكراد وأعتقال عدد منهم.[98]
- الولايات المتحدة: أعلنت وزارة الخارجية الأمريكية أنها «أنها لا تعترف بنتائج استفتاء انفصال إقليم كردستان العراق» الذي جرى من طرف واحد.[99][100]
- إسرائيل: رئيس الوزراء الإسرائيلي نفى أن يكون لإسرائيل دور في الاستفتاء الكردي، وذلك بسبب ادعاءات الرئيس التركي بتدخل الموساد في استفتاء الانفصال، وقال نتنياهنو أن «إسرائيل لم تلعب أي دور في الاستفتاء الكردي، بالرغم من التعاطف العميق والطبيعي الذي أبداه الشعب الإسرائيلي للشعب الكردي وتطلعاته .. نحن ندرك لماذا أولئك الذين يؤيدون ويدعمون حماس يرون الموساد في كل مكان لا يروق لهم».[101][102]
- مصر: اصدر الأزهر بياناً بخصوص استفتاء انفصال إقليم كردستان وأكد فيه على «رفضه لهذه الدعوات، وحرصه على وحدة الأراضي العراقية، مؤكدا أن دعوات الانفصال والتقسيم وما تم من إجراء استفتاء على الانفصال كان محل رفض دولي وعربي على وجه الخصوص».[103] وقد رحب العراق بموقف الأزهر.[104]
- كردستان العراق: عبر رئاسة إقليم كردستان العراق انزعاجهُ من بيان وزير الخارجية الأميركي ريكس تيلرسون، وتمنت تغيير الولايات المتحدة موقفها في الأيام القادمة.[105]
- باكستان: أخرجت باكستان بيان صادر عن وزارة الخارجية الباكستان قالت فيه أن «إسلام آباد، تدعم سلامة الأراضي العراقية، ووحدته، وسيادته».[106]
- حزب الله: قال الأمين العام لحزب الله إن «قضية كردستان لا تتعلّق باستفتاء أو بتقرير مصير بل بتقسيم المنطقة على أسس عرقية».[107]

## إجراءات الحكومة المركزية والدول الإقليمية

### حظر الطيران مع كردستان
قبل موعد الاستفتاء بِأربع وعشرين ساعة، طالبت الحكومة العراقية إقليم كردستان بتسليم المعابر الحدودية والمطارات، كما طالبت الدولَ الأجنبية بعدم التعامل مع الإقليم، مؤكدة عدم اعترافها بنتائج استفتاء الانفصال. وأصدر رئيس الوزراء العراقي حيدر العبادي بيانًا اعتبر فيه أن المعابر تابعة للحكومة الاتحادية في بغداد وأن النفط ثروة لكل الشعب العراقي، وطالب دول الجوار والعالم «بالتعامل مع الحكومة العراقية الاتحادية حصرا في ملف المنافذ والنفط». وأضاف أن الاستفتاء «ممارسة غير دستورية تعرّض أمن واستقرار البلد للخطر، وهو إجراء لا يترتب على نتائجه أي أثر واقعي، بل يؤدي إلى انعكاسات سلبية كبيرة على الإقليم بالذات»، وقال أن الحكومة لن تتعامل مع الاستفتاء ولا مع نتائجه وأنها ستتخذ خطوات لحفظ وحدة البلاد العراقية. وقال أيضًا: «نؤكد اليوم اننا لن نتخلى عن مواطنينا الكرد وقد رفضنا ونرفض الدولة الطائفية والدولة العنصرية، وسيبقى العراق لكل العراقيين ولن نسمح ان يكون ملكًا لهذا وذاك يتصرف فيه كيفما يشاء ودون حساب للعواقب»، واعتبر أن مشاكل الإقليم داخلية وليست مع بغداد، وهي نتاج الفساد وسوء الإدارة، وأنها ستتفاقم مع دعوات الانفصال. وفي ذات اليوم بادرت إيران إلى حظر جميع الرحلات مع كردستان العراق بناء على طلب حكومة بغداد. وقال كيوان خسروي المتحدث باسم المجلس الأعلى للأمن القومي الإيراني: «بناء على طلب الحكومة العراقية المركزية، توقفت جميع الرحلات الجوية الإيرانية إلى مطارات أربيل والسليمانية وكذلك جميع الرحلات الجوية المنطلقة من كردستان العراق والتي تعبر أجواء إيران».
وفي يوم الأربعاء 27 أيلول 2017، أعلنت مصادر في شركة مصر للطيران إن الشركة قرَّرت وقف رحلاتها بين القاهرة وأربيل بدءًا من الجمعة، بعد تلقيها إخطارًا من هيئة الطيران المدني العراقية بوقف الرحلات، فيما أعلن إقليم كردستان رفض تسليم المطارات للحكومة المركزية. وفي نفس اليوم قالت شركة طيران الشرق الأوسط اللبنانية إنها ستعلق الرحلات من وإلى مطار أربيل، ابتداءً من الجمعة، امتثالًا لقرار الحكومة العراقية. بالمقابل، قال أكبر الباكر، الرئيس التنفيذي للخطوط الجوية القطرية، إن الشركة ستواصل رحلاتها إلى أربيل ما دام المجال الجوي مفتوحًا. وكان وزير النقل والمواصلات في إقليم كردستان مولود باوه مراد قد برر رفض حكومة الإقليم تسليم مطاري أربيل والسليمانية الدوليين إلى الحكومة الاتحادية في بغداد كونهما لم يرتكبا أية مخالفات للقوانين والقرارات الصادرة عن سلطة الطيران المدني الاتحادي، وقال أن «قرار الحكومة العراقية القاضي بتسليم المطارات غير مناسب وغير صائب، وتعليق الرحلات الجوية سيعود بتداعيات سلبية على المواطنين»، وأن «إغلاق المنافذ الحدودية في الإقليم يمس حياة الناس في داخل العراق وخارجه؛ لأن المطارين يعملان على نقل المرضى والطلاب والمنظمات المساعدات الدولية للنازحين والقضايا العسكرية». أعلن مطار أربيل الدولي تعليق جميع الرحلات منه وإليه، وقالت تالار فائق صالح، أن «جميع الرحلات الدولية، من دون استثناء، من مطار أربيل وإليه، ستعلق اعتباراً من الساعة السادسة (15.00 بتوقيت غرينتش) من مساء الجمعة، إثر قرار مجلس الوزراء العراقي ورئيس الحكومة، حيدر العبادي".» وقد رفض إقليم كردستان متمثلاً بنيجيرفان برزاني، تسليم المنافذ الحدودية إلى حكومة بغداد المركزية. وقد أعلنت وكالة سبونتيك في مصدر برلماني لها، أن حكومة إقليم كردستان توافق على تسليم منافذه الحدودية إلى الحكومة العراقية، فيما نفت حكومة إقليم كردستان الأخبار التي تداولتها وكالة الأنباء الروسية سبونتيك حول هذا الأمر. وقد أعلن رئيس الوزراء العراقي حيدر العبادي أن «نشير إلى أن سيطرة الحكومة المركزية على المنافذ البرية والجوية في إقليم كردستان ليست للتجويع ومنع المؤن والحصار على المواطنين في الإقليم، كما يدعي بعض مسؤولي إقليم كردستان ويحاولون ترويجه، إنما هي إجراءات لدخول وخروج البضائع والأفراد إلى الإقليم تحت سيطرة الحكومة الاتحادية والأجهزة الرقابية الاتحادية، كما هو معمول به في كل المنافذ العراقية لضمان عدم التهريب ولمنع الفساد.» وأن «هذا الأمر لا يمثل عقوبة للمواطنين في الإقليم.. إنما هو إجراء دستوري وقانوني أقره مجلس الوزراء لمصلحة المواطنين في كردستان والمناطق الأخرى». وأعلنت سلطات مطار أربيل أن في 29 سبتمبر، ستكون آخر رحلة جوية تغادر المطار، وأشارت وكالات أخبارية أخرى، إلى أن قرار حظر الطيران قد دخل حيز التنفيذ، وأن حركة الطيران الدولي من إقليم كردستان وإليه، قد توقفت. وقد خرج الأكراد في تظاهرة ضد قرار بغداد بحظر الطيران.
في 30 سبتمبر، 2017 أجتمع برلمان إقليم كردستان بجلسة خاصة للرد على قرارات بغداد، ووصفت حكومة الإقليم قرارات بغداد بأنها «غير دستورية، معتبرة إياها عقابا جماعيا بحق الشعب الكردي.» وفي جلسة منعقدة لبرلمان إقليم كردستان، قرر رفض جميع قرارات مجلس النواب والحكومة العراقية، ورفض قرارات حظر الطيران وتسليم المعابر الحدودية مع تركيا وإيران، وأن قرارات الحكومة العراقية ليس لها أساس قانوني. بعد الحظر التي فرضتهُ حكومة بغداد على إقليم كردستان العراق، صرح وزير الخارجية العراقي السابق هوشيار زيباري، أن سلطات الإقليم لجأت إلى تقديم شكوى ضد بغداد للمنظمة الدولية للطيران، معتبرتاً أن الحظر الجوي يعرقل وصول المساعدات للنازحين. وفي 2 أكتوبر، 2017، قررت وزارة الداخلية العراقية السماح للأجانب العالقين في إقليم كردستان العراق بالسفر من بغداد دون مساءلة قانونية. وقد أعلنت وزارة النقل العراقية عن تشكيل غرفة عمليات نقل المسارين من مطاري أربيل والسليمانية في شمال العراق، إلى مطار بغداد وبعدها إلى جهة سفرهم خارج البلاد.

#### الشركات التي عَلقت رحلاتها إلى كردستان
| البلد                    | الشركة                                           |
| ------------------------ | ------------------------------------------------ |
| الإمارات العربية المتحدة | فلاي دبي                                         |
| لبنان                    | طيران الشرق الأوسط                               |
| تركيا                    | أطلس جلوبال، الخطوط الجوية التركية، خطوط بيغاسوس |
| قطر                      | الخطوط الجوية القطرية                            |
| مصر                      | مصر للطيران                                      |
| الأردن                   | الملكية الأردنية                                 |
| إيران                    |                                                  |

### الحظر الإيراني للنفط
في 29 سبتمبر، 2017، حظرت إيران نقل المنتجات النفطية من إقليم كردستان وإليه، وذلك بسبب تعهد طهران مساعدة بغداد في مواجهة استفتاء الأكراد.

### المناورات العراقية الإيرانية
صرح التلفزيون الحكومي الإيراني، عن اعتزام القوات العراقية والإيرانية مناورات عسكرية مشتركة بالقرب من الحدود، وذلك لدعم طهران لبغداد بعد استفتاء انفصال كردستان العراق. وفي 2 أكتوبر، قال مسؤولون أكراد أن قوات إيرانية وعراقية أجرت مناورات عسكرية مشتركة قرب أراضي إقليم كردستان العراق، وأن المناورات شملت دبابات وجنوداً، وذُكر أنهم من صنف قوات مكافحة الإرهاب.

### المناورات العراقية التركية
أن وزارة الدفاع العراقية قد أعلنت إن الجيش العراقي بدأ مناورات واسعة مع الجيش التركي على الحدود، وذلك بالتزامن مع استفتاء إقليم كردستان، وأعلنت هيئة الأركان التركية إن المرحلة الثالثة من المناورات الجارية ستنطلق يوم 26 سبتمبر.

### تعليق عضوية الأكراد والتعاملات المالية
علق البرلمان العراقي عضوية النواب الأكراد، وشدد على مطالبة الحكومة بتنفيذ قرار مجلس النواب المتضمن إجراءاته ضد الاستفتاء. وصرح التلفزيون الرسمي إن البرلمان العراقي صوت على «صيغة قرار لوقف التعاملات المالية» وأخطر البنك المركزي العراقي حكومة إقليم كردستان بأنه «سيتوقف عن بيع الدولارات إلى البنوك الكردية الأربعة الرئيسية وسيوقف جميع التحويلات بالعملة الأجنبية إلى المنطقة المتمتعة بحكم ذاتي».

## النتائج
| الخيار                                                                  | الأصوات   | %      |
| ----------------------------------------------------------------------- | --------- | ------ |
| عدد الناخبين                                                            | 4,581,255 | 100%   |
| عدد المشاركين                                                           | 3,305,925 | 72,16% |
| عدد الأصوات الصحيحة                                                     | 3,0859,35 | 94,76% |
| عدد المصوتين بنعم                                                       | 2,861,471 | 92,73% |
| عدد المصوتين بلا                                                        | 224,464   | 7,27%  |
| عدد الأصوات الباطلة والأصوات البيضاء                                    | 40,011    | 1,21%  |
| الأصوات المستبعدة                                                       | 170,611   | 5,16%  |
| المصدر: المفوضية العليا المستقلة للانتخابات والاستفتاء في إقليم كردستان |           |        |

| 92.73% | 7.27% |
| نعم    | لا    |

وفي 25 سبتمبر، بدأت عملية فرز الأصوات في الاستفتاء الذي اجراه كردستان العراق|إقليم كردستان على مسألة انفصاله، وطالب البرلمان العراقي عن محاكمة المسؤولين عن تنظيم الاستفتاء الذي جرى الأثنين، وعلى رأسهم مسعود برزاني. وأكد مسعود برزاني على أن أغلب سكان إقليم كردستان العراق صوتوا ب«نعم» على استفتاء الانفصال. ودعى حكومة بغداد إلى احترام قرار الشعب الكردي وإرادته. بدوره دعى رئيس الوزراء العراقي حيدر العبادي إلى إلغاء نتائج الاستفتاء.

## الحوار
في 1 أكتوبر، 2017 قرر المجلس الأعلى للاستفتاء في إقليم كردستان العراق بعد اجتماعه في أربيل، برئاسة مسعود برزاني، أن يغير اسمه ليكون المجلس القيادي السياسي الكردستاني، ويتولى رئاسته مسعود برزاني، وقرر المجلس حوار مع بغداد، من دون إلغاء نتائج الاستفتاء، وأكدت الحكومة العراقية تمسكها بعدم فتح أي محادثات مع إقليم كردستان إلا بعد إعلانه بشكل رسمي إلغاء نتائج الاستفتاء على الانفصال، وقالت نهلة الهبابي، أن «الحكومة مازالت ممتنعة عن استقبال أو فتح أي حوار مع إقليم كردستان إلا بعد إلغاء نتائج استفتاء الانفصال. لا يمكن استقبال أي وفد من وزارة النقل التابعة للإقليم بذريعة الحديث عن رفع حظر الجوي عن الإقليم إلا بعد الاستجابة لجميع الشروط، وضمنها تسليم الملف الامني والمالي للمنافذ الحدودية وإعطاء حق بيع النفط من قبل الحكومة الاتحادية وإلغاء استفتاء الانفصال بشكل كامل». وفي 2 أكتوبر، 2017 أعلنت كردستان العراق، عن استعدادها لإطلاق حوار مباشر مع الحكومة العراقية، على اساس مبادرة أطلقتها المرجعية الشيعية علي السيستاني، وأصدرت قيادة الإقليم الكردي بيان أن «"نحن ممثلي أكثرية الأحزاب الكردستانية، والمتمثلة في القیادة السیاسیة لكردستان العراق، نعرب عن ترحيبنا لدعوة سماحة المرجع الأعلى السيد علي السيستاني، والتي طرحها ممثل المرجعية أحمد الصافي في خطبته في يوم الجمعة الـ29 من أيلول الماضي».

## عمليات تزوير
تداولَ ناشطون يوم 26 سبتمبر 2017 على مواقع التواصل الاجتماعي، فيديو يظهر أحد مراقبي الاستفتاء، فيما يقوم بتزوير نتائج الاستفتاء عن طريق وضع علامة على كلمة «نعم»، كما تداول الناشطون فيديو أخر، لأحد مراقبي مراكز الاستفتاء، يضع علامة على كلمة «لا» لانفصال إقليم كردستان، وقد تداول الناشطون العديد من فيديوهات التزوير في استفتاء انفصال كردستان العراق.

### حركة «لا للاستفتاء»
دعت حركة «لا للاستفتاء» الكردية، لرفض نتيجة الاستفتاء، وذلك بسبب وجود عملية تزوير في عملية التصويت، ودعى رابون معروف، إلى «رفض نتائج الاستفتاء بسبب موجة التزوير التي اجتاحتها» ودعى إلى «عدم المصادقة بسبب تعرضها لعمليات التزوير».

## الأثر
بعد الاستفتاء، بدأت حكومة كردستان الإقليمية بوضع خطط لبناء الدولة والمفاوضات المستقبلية مع العراق قبل إصدار إعلان استقلال. وطلب العراق بأنّ تسلم حكومة كردستان الإقليمية سيطرة مطاريها الدوليين بحدود 29 سبتمبر أو تواجه إغلاق الرحلات الدولية، وقررت الحكومة ايضاً إخضاع المنافذ الحدودية البرية مع دول أخرى في إقليم كردستان لإشرافها، وإغلاق المنافذ غير الرسمية. ورفضت حكومة كردستان مهلة بغداد، وقال مولود مراد، أن «حكومته ترفض مهلة عراقية لتسليم السيطرة على المطارات الدولية في الإقليم إلى بغداد.» وقد بلغت هيئة الطيران المدني العراقية بوقف الرحلات إلى كردستان.

### الانتخابات الرئاسية للأقليم ما بعد الاستفتاء
تعتزم كردستان العراق إجراء انتخابات رئاسية وبرلمانية في أول شهر نوفمبر المقبل، وفقاً لما نقلته قناة «رووداو» التلفزيونية الكردية، يوم الثلاثاء 3 أكتوبر، عن المفوضية العليا للانتخابات في الإقليم. حيث يتولى مسعود برزاني حالياً رئاسة كردستان. وكانت المفوضية العليا للانتخابات قد أعلنت في 12 سبتمبر أن الانتخابات الرئاسية والتشريعية في الإقليم ستجري بتاريخ 1 نوفمبر. وقد صادقت على 21 لائحة استعداداً للانتخابات التشريعية. وكانت آخر انتخابات رئاسية في كردستان قد أجريت عام 2009. وولاية الرئيس أربع سنوات إلا أن البرلمان مددها عام 2013 لسنتين إضافيتين. وتم عقد انتخابات عامة في سبتمبر 2013، إلّا أنه تم تجميد نشاط البرلمان منذ شهر نوفمبر 2015 وبقي برزاني رئيساً.

## تجميد نتائج الاستفتاء
فجر يوم الأربعاء 25 أكتوبر 2017، أي بعد مضيّ شهر كامل على إجراء الاستفتاء، أصدرت حكومة كردستان بيانًا اقترحت فيه تجميد نتائج الاستفتاء، في مسعى لنزع فتيل الأزمة المتفاقمة بين أربيل وبغداد، وبسبب استمرار التوتر العسكري بين القوات الكردية والقوات العراقية على حدود إقليم كردستان، وبعد أن كثرت الضغوطات العراقية والدولية على القيادة الكردستانية وتبين أن الموقف الإقليمي يقف بصرامة ضد انفصال الإقليم عن سائر البلاد العراقية، كما دعت أربيل إلى تجميد جميع العمليات القتالية ووقف إطلاق النار فورًا في جميع أنحاء كردستان، وأرفقت في بيانها دعوة الحكومة العراقية المركزية إلى البدء بحوار مفتوح مع حكومة الإقليم على أساس الدستور العراقي.
وقد رد رئيس الوزراء العراقي حيدر العبادي، بأنه لا يقبل إلا بإلغاء نتائج الاستفتاء، كمحاولة لبدء أي حوار. وأعلنت تركيا أن قرار تجميد الاستفتاء خطوة جيدة لكنه غير كافٍ.

## إلغاء نتائج الاستفتاء
يوم 20 نوفمبر 2017، أصدرت المحكمة الاتحادية العليا العراقية قراراً بعدم دستورية استفتاء انفصال إقليم كردستان والمناطق الخارجة عِنه، وأكدت المحكمة على إلغاء الآثار وكذلك كافة النتائج المُترتبة عليه. وكانت حكومة كردستان قد أبرمت اتفاقاً مع الحكومة المركزية مفاده أن تصدر المحكمة الاتحادية العليا قرارها النهائي حول إلغاء نتائج الاستفتاء الذي أجري في إقليم كردستان العراق والمناطق المتنازع عليها، وكل ما يترتب عن ذلك الاستفتاء، وأن تمتثل السلطة في إقليم كردستان لقرار المحكمة وتعلن التزامها بقرار الإلغاء، بعد أن وقعت بين فكي كماشة، إذ تعرضت لضغوطات كبيرة من جانب الحكومة العراقية أبرزها تقليص الموازنة، ولم تعد تستطع مواجهة الأكراد الذين صوتوا لصالح الانفصال وتعلن لهم تراجعها عن الاستفتاء أو إلغائه، وفق ما قاله مصدر قانوني كردي. علَّق رئيس حزب اللقاء الديمقراطي اللبناني، وليد جنبلاط، على قرار المحكمة سالف الذِكر من خلال تغريده على موقع تويتر، فقال أن نتائج الاستفتاء لا تُلغى بقرار من المحكمة الاتحادية - على حد علمه - وأنه «من الأفضل الاتفاق السياسي بين بغداد وحكومة الإقليم على حل أنسب وبالتراضي لاستفتاء ثانٍ يلغي الأول ويؤكد على الصيغة الفدرالية للعراق الواحد».